# كلاوس إبنر
كلاوس إبنر Klaus Ebner (ولد في فيينا 1964). هو كاتب نمساوي وكَذالِك غِنائِيّ كتلاني. هو يكَتب نثْر، قصيدة شعريّة ودِراسَات. هو يعمل ويسكَن في فيينا في النمسا. هو هل إن عضو الكتاب النمساويين جمعيات. جمع القصص منشورا في الأول 2007.

## من أعماله (كتب)
- 2007: Lose / مصيرون, ISBN 978-3-85251-197-9
- 2008: Auf der Kippe / لاسقرارية, ISBN 978-3-902547-67-5
- 2008: Hominide / الأول, ISBN 978-3-9502299-7-4
- 2009: Vermells / احمرار, ISBN 978-84-92555-10-9

## جوائز نالها
- 2008: منْحَة لالأدب في النمسا[4][5]
- 2007: جائزة الحِكايَة صَغيرة والدِراسَة Wiener Werkstattpreis (فيينا)
- 2007: منْحَة لالأدب ولالمشي في النمسا[6]
- 2007: جائزة القصيدة شعريّة نوسيدى: إشارة (ريدجو كالابريا)[7]
- 2005: جائزة القصيدة شعريّة في فيلدكيرخ في النَمْسا
- 2004: جائزة القصيدة شعريّة La Catalana de Lletres: إشارة (برشلونة)[8]

## مواقع خارجية
- صفحة ويب المُؤَلِّف كلاوس إبنر
- ترجمة GAV في النَمْسا[وصلة مكسورة]
- ترجمة المُحَقِّق شرايبلوست في الألْمَانيا